# Уфимцев, Анатолий Георгиевич
Анато́лий Гео́ргиевич Уфи́мцев (12 (24) ноября 1880, Курск, Российская Империя — 10 июля 1936, Курск, СССР) — русский изобретатель-самоучка.

## Биография
Анатолий Уфимцев родился в Курске в семье землемера. Мать — София Фёдоровна Уфимцева, в девичестве Семёнова, была младшим ребёнком в семье астронома Ф. А. Семёнова.
Анатолий с детства имел склонность к изобретательству, в 16 лет изготовил электрическое перо для копирования и самопишущую машину.
Учился в реальном училище, которое не закончил — после 4-го класса бросил учёбу.
В Курске Анатолий прожил всю жизнь за исключением периода ссылки (арестован в 1901, вернулся домой в 1906).
Работал на заводе, затем держал мастерскую по ремонту швейных машинок, велосипедов, граммофонов и прочего; перед революцией продавал также изобретённые им нефтяные двигатели для молотилок (этот двигатель он изобрёл в 1910 году).
Весной 1898 года совместно с тремя товарищами организовал по идеологическим, антицерковным мотивам подрыв киота чудотворной Курской Коренной иконы Божией Матери в Знаменском соборе Курска собственноручно изготовленной бомбой. Взрыв был произведён 8 марта, как и было задумано, не причинил человеческих жертв, а материальный ущерб оказался большим, но цели не достиг. Через три года вина Уфимцева случайно раскрылась, он был приговорён к пяти годам ссылки в Акмолинск.

## Изобретения
Уфимцев получил 68 патентов. Он, в частности, создал несколько конструкций самолётов, включая «сфероплан» (аэроплан с круглым крылом, из-за чего ныне нередко именуемый «летающей тарелкой»). Его авиационный двигатель АДУ-4 получил Большую серебряную медаль на Международной выставке воздухоплавания (1911 г.). В 1929 г. при содействии В. П. Ветчинкина Уфимцев построил в Курске первый в стране ветрогенератор (сохранился в нерабочем состоянии, находится на улице Семеновской). С 1931 г. ветрогенератор обеспечивал электроэнергией дом Уфимцева, в том числе мастерскую со станками, а также освещал еще несколько домов по улице. Генератор был снабжен механическим аккумулятором энергии — маховиком массой больше 300 кг, благодаря чему мог стабильно работать при переменной силе ветра. Часть денег на постройку выделило правительство.[уточнить]
Это был человек эдисоновского типа: размышляя об очередном глобальном проекте, мог взглянуть на какую-нибудь бытовую мелочь и тут же задуматься, как её усовершенствовать. Потому в списке предложений Уфимцева есть не только масштабные планы «анемофикации России» (создания целой отрасли ветровой энергетики), но и новые музыкальные инструменты или электрическое перо для множественного копирования.

В Курске именем Уфимцева названа улица (продолжение ул. Кирова между улицами Ленина и Володарского).
- Биротативный шетицилиндровый мотор Уфимцева. Опытный образец 1908 года
- Шестерни пропеллера у опытного образца 1908 года

## Максим Горький об Уфимцеве
Писатель Максим Горький назвал А. Г. Уфимцева «поэтом в области научной техники».
Уфимцев — поэт в области научной техники … из ряда тех прекрасных мечтателей, которые, очарованные своей верой и любовью, идут разными путями к одной и той же цели возбуждению в народе своем разумной энергии, творящей добро и красоту…Цит. по: Степанов, 2002
… Дряхл стал Курск. Но над всей этой дряхлостью и над всеми колокольнями двух десятков церквей возвышается железная ажурная башня. Это Уфимцев - внук известного астронома-самоучки Федора Алексеевича Семенова строит ветродвигатель. Среди покривившихся особнячков, в которых люди прятались от жизни, растет ветроэлектростанция. Это то важное, новое, что входит в жизнь Курска и вонзившись железным каркасом в небо, обещает дать энергию — электричество…Цит. по: Степанов, 2002